# Džohar Dudajev
Džohar Musajevič Dudajev (rusko Джохар Мусаевич Дудаев), čečenski general in čečenski vodja, * 15. februar 1944, † 21. april 1996.
1. ↑  data.bnf.fr: platforma za odprte podatke — 2011.
2. ↑  Munzinger Personen